# Сграда на Гръцката железопътна организация (Драма)
Сграда на Гръцката железопътна организация (на гръцки: Κτίριο του ΟΣΕ) е забележителност в македонския град Драма, Гърция.
Сградата е построена в 1895 година заедно със сградата на Драмската гара. Разположена е в центъра на парка около изворите на Драматица, на южния бряг на първото езеро. Дълги години е била помпена станция, която е снабдявала водната кула и локомотивите на железниците с необходимото им количество вода. Днес в сградата е разположен Туристическият информационен център на града. На двата етажа на сградата са изложени много документи, снимки и публикации за изворите, както и умалени модели на драмски забележителности - жилищни сгради и тютюневи складове. Отделено е място и за природата на района, както и за футболния клуб на града Докса Драма.